# Vollenhovia penetrans
Vollenhovia penetrans é uma espécie de formiga do gênero Vollenhovia, pertencente à subfamília Myrmicinae.